# Дубідзе
Дубідзе (пол. Dubidze) — село в Польщі, у гміні Нова Бжезниця Паєнчанського повіту Лодзинського воєводства.
Населення — 923 особи (2011).
У 1975-1998 роках село належало до Ченстоховського воєводства.

## Демографія
Демографічна структура станом на 31 березня 2011 року:
|          | Загалом | Допрацездатний вік | Працездатний вік | Постпрацездатний вік |
| -------- | ------- | ------------------ | ---------------- | -------------------- |
| Чоловіки | 457     | 88                 | 326              | 43                   |
| Жінки    | 466     | 99                 | 260              | 107                  |
| Разом    | 923     | 187                | 586              | 150                  |